# Erythrina fusca
Erythrina fusca es una especie de árbol perteneciente a la familia  Fabaceae. Se le conoce con el nombre común de anauco, bucaré, elequeme, gallito, bucayo y pízamo y también como bucaro (en inglés purple coraltree y en francés bois immortelle). E. fusca tiene la mayor distribución de las especies de  Erythrina; se encuentra en el Viejo Mundo y el Nuevo Mundo. Crece en la costa y a lo largo de los ríos en los trópicos de  Asia, Oceanía, las Islas Mascareñas, Madagascar, África, y los Neotrópicos.

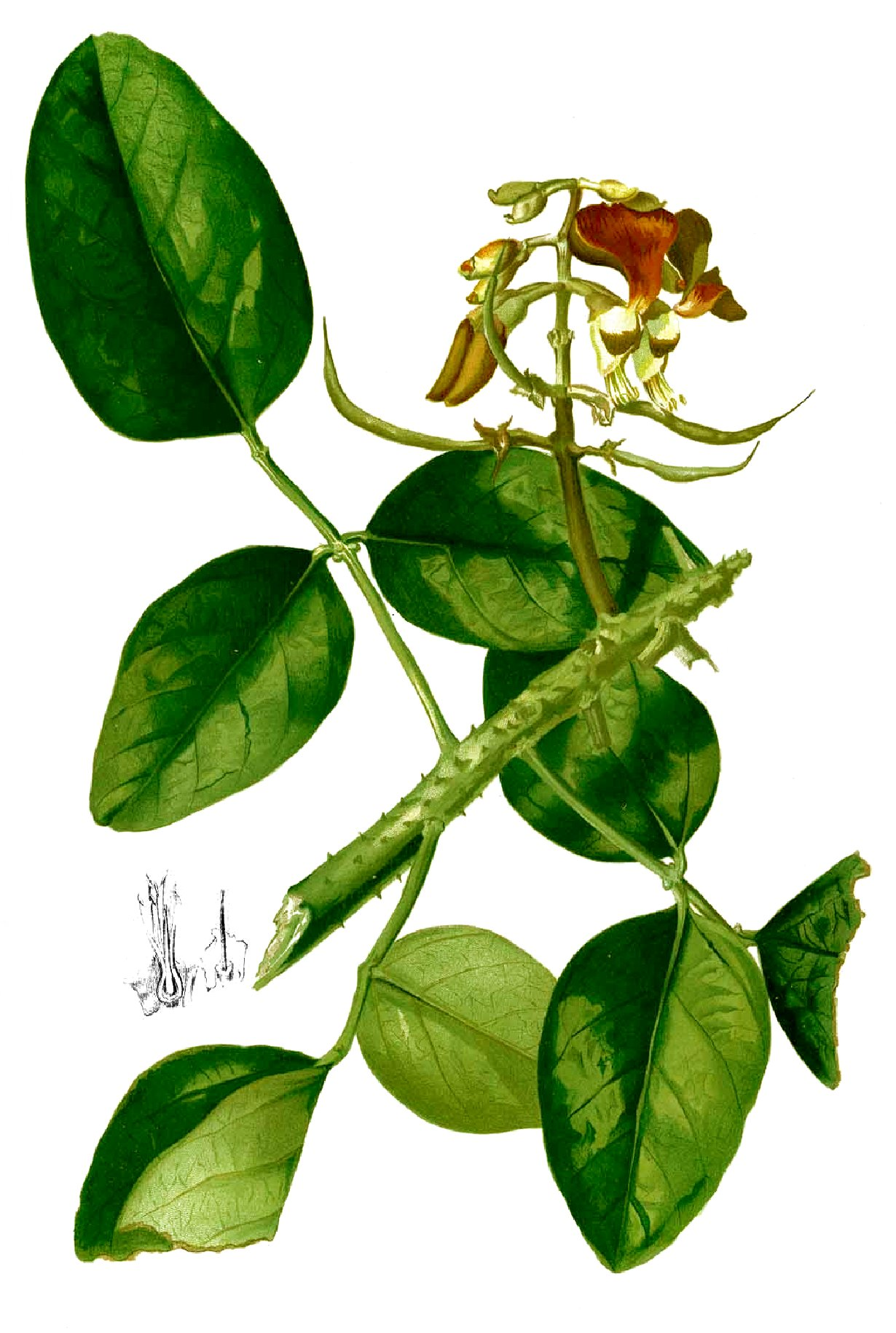
Ilustración

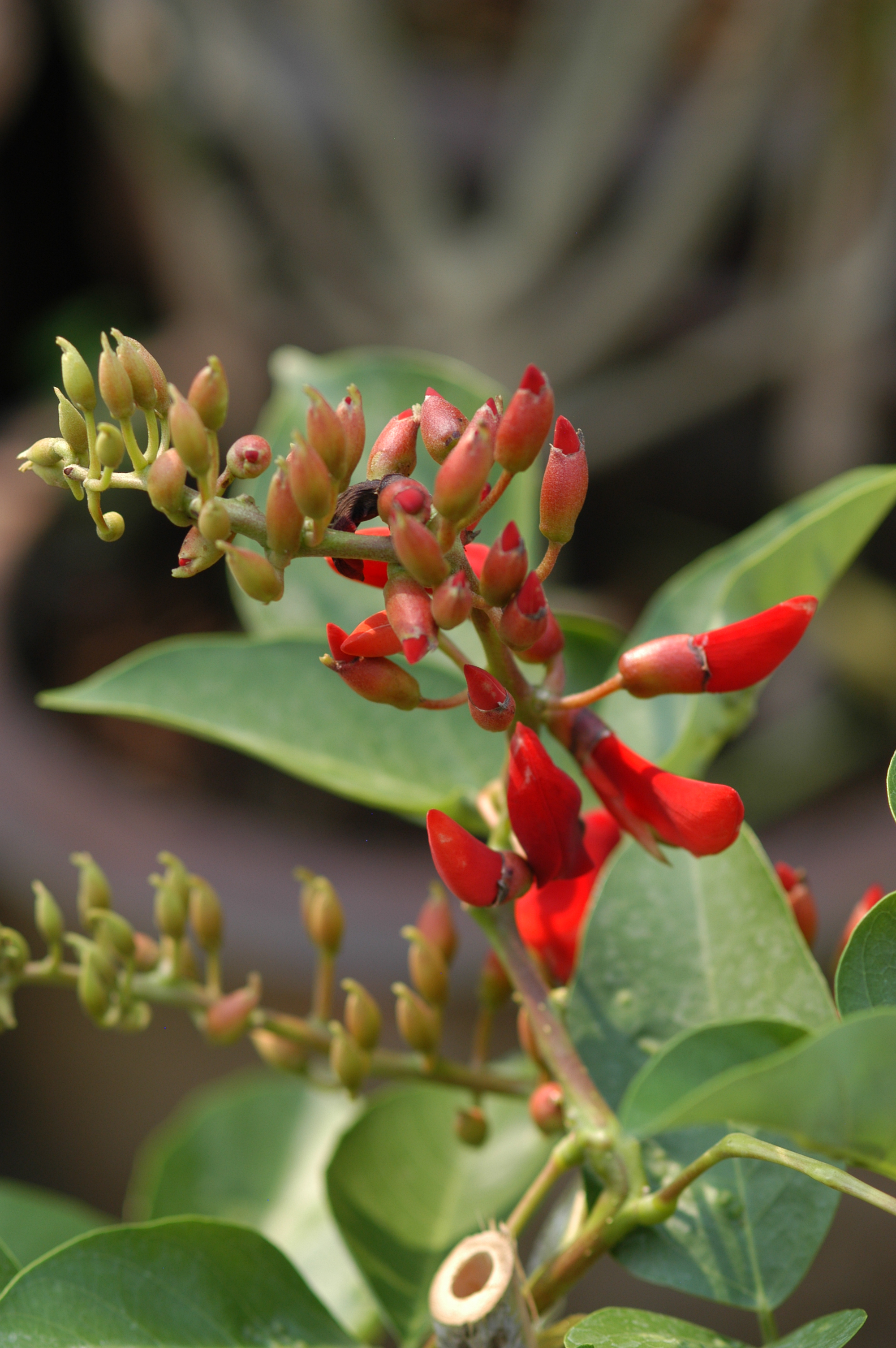
Inflorescencia

## Descripción
Erythrina fusca es un árbol de crecimiento lento y vida larga mayor de 60 años, puede llegar a medir 20 metros con copa amplia, tronco con espina y corteza escamosa de color marrón gris o verde oliva. hoja caduca, espinoso, ovaladas, trifoliadas, en el envés verdes-grisáceos y verde oscuro en el haz. Flores agrupadas en racimo, gruesas  y de color naranja pálido. Sus vainas leguminosas alcanzan los 20 centímetros  de largo y son de color marrón oscuro, conteniendo entre 3 a 20 semillas. Estas son flotantes, lo que les permiten dispersarse a través de los océanos. Se reproduce por semillas y estacas, fructifica durante todo el año con mayor producción entre abril y junio, y agosto y octubre.

### Toxicidad

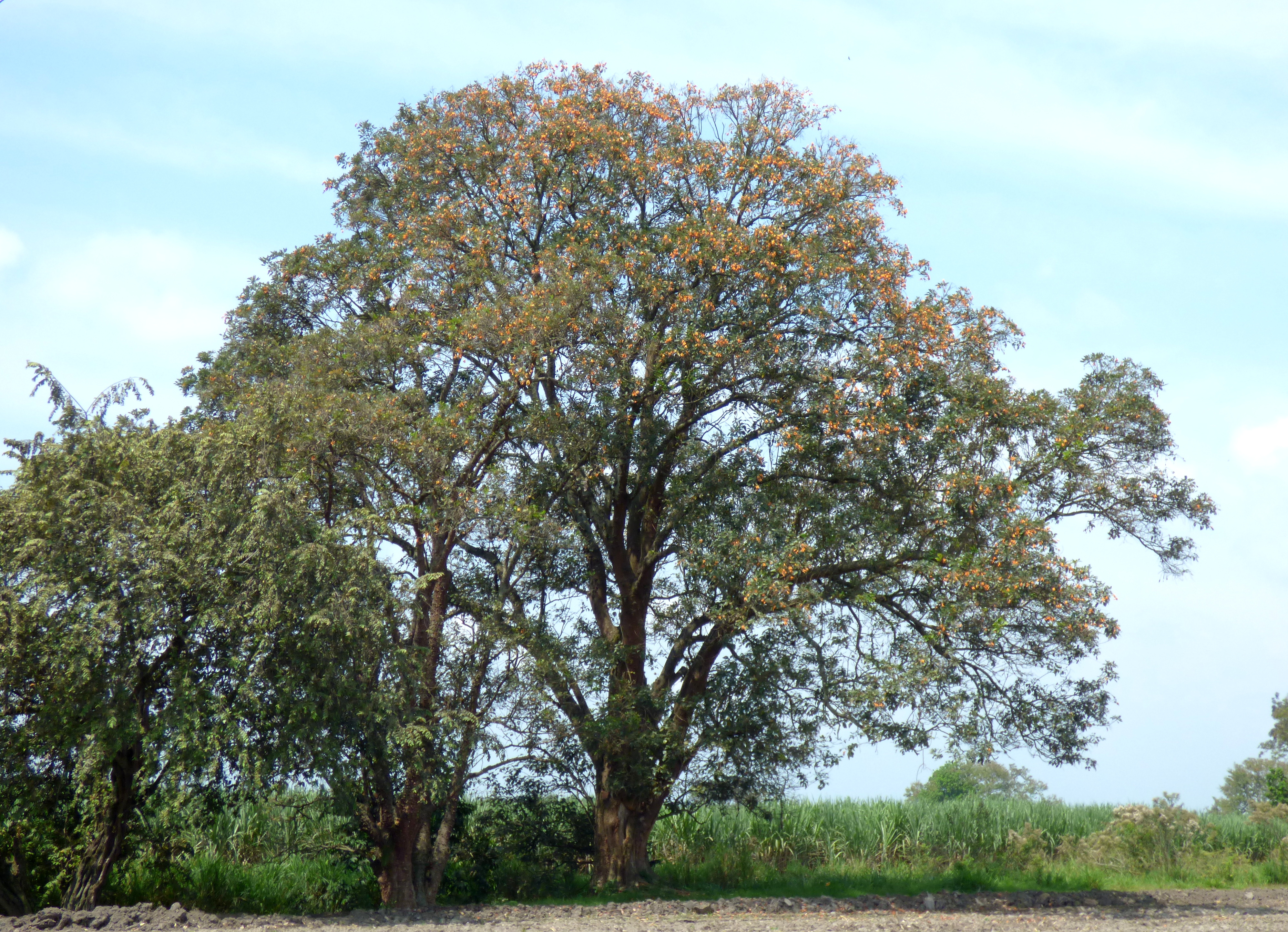
Árbol

Las partes aéreas de las especies del género Erythrina pueden contener alcaloides, tales como la eritralina y la erisodina, cuya ingestión puede suponer un riesgo para la salud.

## Distribución y hábitat
Originaria de centro y sur América, se ha extendido a otros continentes, crece en climas tropicales húmedos principalmente en zonas cálidas, bajas y pantanosas. El árbol está muy adaptado a las condiciones costeras, tolerando tanto las inundaciones como la salinidad. Se encuentra en altitudes entre 0 a 2000 m s. n. m., con temperaturas entre los 16 y 24 °C, precipitación anual de 1.200 a 3.000 mm y soporta suelos con alto nivel freático.

## Ecología
Sus hojas contienen nitrógeno por lo que es una especie de producción de abono verde, Sus flores son abiertas por pájaros, abejas y colibríes para consumir el néctar de ellas, en cambio, los insectos las visitan con poca frecuencia debido quizás a las características florales.

## Taxonomía
Erythrina fusca fue descrita por João de Loureiro y publicado en Flora Cochinchinensis 2: 427–428. 1790.
Etimología
Erythrina: nombre genérico que proviene del griego ερυθρóς (erythros) = "rojo", en referencia al color rojo intenso de las flores de algunas especies representativas.
fusca: epíteto latino que significa "oscura".
Sinonimia
- Chirocalyx pubescens Walp.
- Corallodendron fuscum (Lour.) Kuntze
- Corallodendron glaucum (Willd.) Kuntze
- Corallodendron patens (DC.) Kuntze
- Duchassaingia caffra Walp.
- Duchassaingia glauca Walp.
- Duchassaingia ovalifolia Walp.
- Erythrina atrosanguinea Ridl.
- Erythrina caffra Blanco
- Erythrina constantiana Micheli
- Erythrina fissa C. Presl
- Erythrina glauca Willd.
- Erythrina indica sensu R.Vig.
- Erythrina insignis Tod.
- Erythrina moelebei Guillaumin & Beauv.

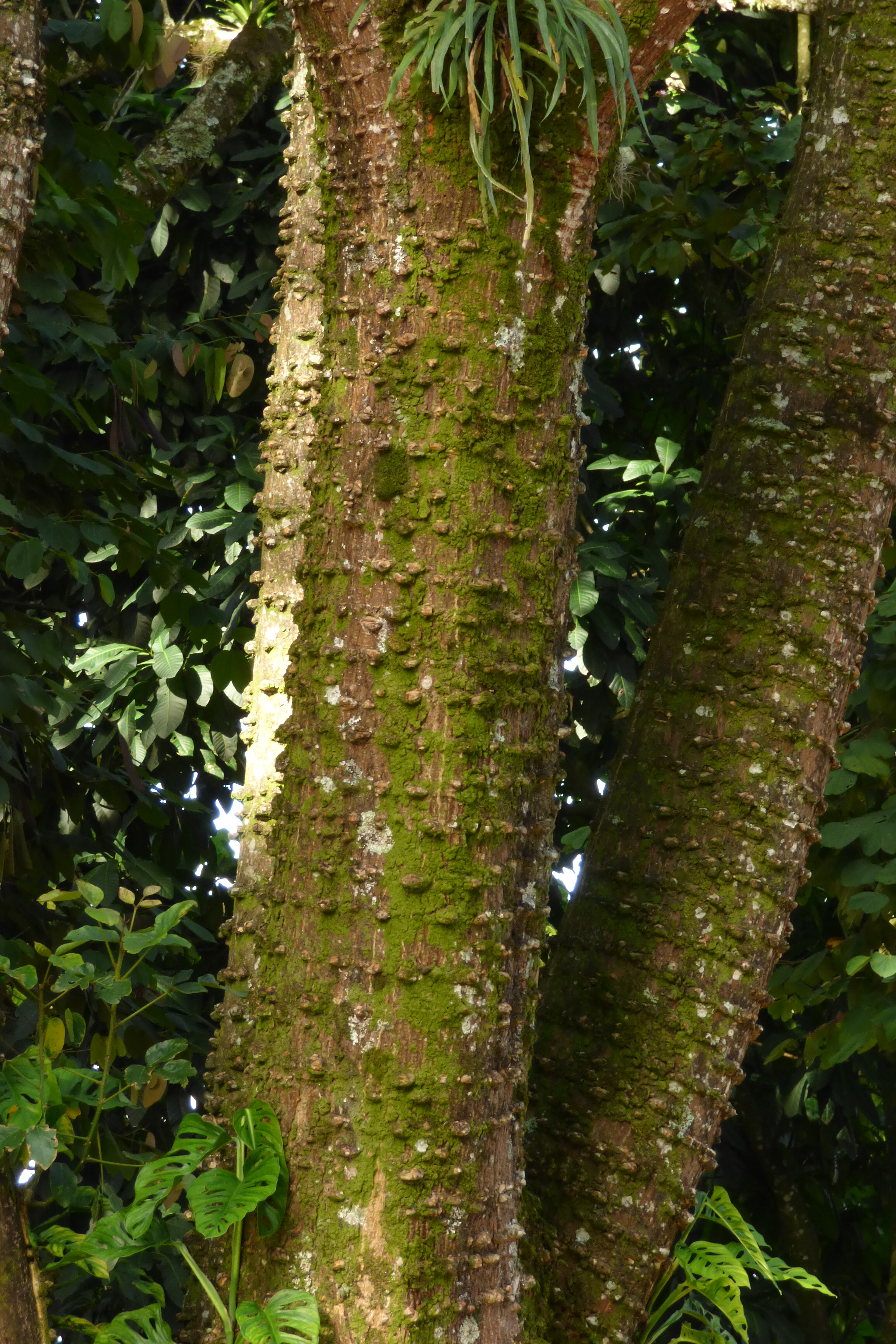
Tronco

- Erythrina ovalifolia Roxb.
- Erythrina patens DC.
- Erythrina viarum Tod.
- Gelala aquatica Rumph.[10][13]

## Relación con el ser humano
Es fácil de cultivar y son árboles de floración atractiva que se emplean como una planta ornamental y de cobertura de sombra. Es un árbol de sombra muy común en las plantaciones de café y cacao. No existe amplia evidencia médica sobre sus usos, sin embargo. tradicionalmente se la ha usado de forma medicinal, su corteza se le han atribuido supuestas propiedades para tratar enfermedades del hígado, heridas y provocar el sueño. En algunas regiones sus hoja y flores son consumidas en ensaladas, también se utiliza como planta forrajera, para fabricar venenos y su madera para usarla como leña, tallar o construir canoas. E. fusca es uno de los árboles emblemáticos de Venezuela y la flor oficial del venezolano estado de Trujillo.

### Nombre común
En Venezuela se le conoce con el nombre de Bucare anauco. Otros nombres comunes son bucago, bucare, bucayo, gallito de pantano, palo santo, alecrim, sananduva, coral-bean.